# Avangarda
Avangarda (od francuske vojne složenice avant-garde, avant – ispred, garde – straža, tj. predstraža, prethodnica) je uobičajeni izraz iz umjetnosti i politike za sve inovativne i eksperimentalne pokrete koji su ispred svog vremena. Nastavak je modernizma na početak 20. stoljeća i traje od 1910. do 1930.

## Opis i porijeklo termina
Ovaj se termin u početku upotrebljavao za bilo koju vojnu jedinicu koja se nalazila ispred glavnine vlastititih redova (izvidnica, predhodnica), a danas se najviše koristi u svijetu umjetnosti, za oznaku grupa ili pojedinih umjetnika, koji su nositelji nečeg novog i ispred su većine i svog vremena. O samome početku uporabe termina avangarda, postoje veliki prijepori koji nisu riješeni do danas. Prema nekima to se ime počelo upotrebljavati za slikare koji su organizirali Salon odbačenih (17. svibnja 1863.) u Parizu, kao protuizložbu službenom Pariškom salonu (izložba akademskog slikarstva). Prema drugima to je prvi upotrijebio Olinde Rodrigues (socijalist utopist) u svom eseju Umjetnik, znanstvenik i industrijalac (L'artiste, le savant et l'industriel, 1825.). U svome eseju Rodrigues poziva umjetnike da budu avangarda naroda jer je snaga umjetnosti najbrži način za društvene, političke i gospodarske reforme. Tijekom vremena pojam avangarda više se vezao za larpurlartističke umjetničke pokrete, koji su se fokusirali na estetičke probleme, pomičući granice umjetničkog iskustva, a ne na društvene reforme.

## Teoretičari avangarde
Nekoliko autora pokušalo je objasniti pojam avangarde s vrlo ograničenim uspjehom. Jednu od najkorisnijih i najcjenjenijih analiza avangarde kao kulturnog fenomena dao je talijanski esejist Renato Poggioli 1962. u svojoj knjizi Teoria dell'arte d'avanguardia (Teorija Avangardne umjetnosti).  
Istražujući povijesne, društvene, psihološke i filozofske aspekte avangarde, Poggioli istražuje pojedine pojave u umjetnosti, poeziji i glazbi i ističe da avangardisti dijele neke zajedničke ideale i vrijednosti koje se manifestiraju u nekonformističkom životu koji oni prihvaćaju i po čemu bi oni bili samo podkategorija boemštine.
Drugi autori pokušali su pojasniti i proširiti Poggiolijevu studiju, poput njemačkog književnog kritičara Petera Bürgera u svom djelu Teorija Avangarde (1974.) 

## Avangarda i društvena matica
Koncept avangarde se odnosi isključivo na marginalne umjetnike, pisce, skladatelje i mislioce čija djela nisu samo u opreci prema komercijalnim vrijednostima društvene matice (mainstream), nego su često nalaze na prevratničkim društvenom i političkom rubu društva.
Mnogi pisci, kritičari i teoretičari iznosili su tvrdnje o avangardi za njenih prijelomnih godina kod formiranja modernizma. Najupečatljiviji iskaz o avangardi dao je njujorški kritičar umjetnosti Clement Greenberg u svom eseju Avangarda i kič (Avant-Garde and Kitsch) koji je publicirao u žurnalu Partisan Review, 1939.
Kao što i sam naslov eseja sugerira, Clement Greenberg jasno pokazuje da  avangarda kultura nije samo u opreci prema visokoj ili kulturi matice društva već je i u opreci prema umjetno stvorenoj masovnoj kulturi koja je nastala kao posljedica industrijalizacije. Svaki uradak masovne kuture ( medija ) je direktni produkt kapitalizma, mediji su njegove bitne industrije, a oni su pokretani fiksacijom ideje profita, poput drugih dijelova gospodarstva, za kojeg rade, a ne idealima prave umjetnosti. Zbog toga su za Greenberga takve forme i djela -kič, folirantska, lažna i mehanička kultura, koja često pretendira biti veća nego što jest, upotrebljavajući forme i strukturu ukradenu iz avangardne kulture. Na primjer, tijekom 1930-ih industrija oglašavanja brzo je usvojila vizualni efekte i manire nadrealista, ali to nije značilo da su oglašivački fotografi uistinu postali nadrealisti. Tako se pojavio stil bez svoje substance. U tom smislu Greenberg je naglašavao bolnu razliku između prave avangardne kreativnosti i tržno orijentiranih pomodnih promjena i umjetnih stilističkih inovacija koje se često koriste za povlašten status tako proizvedenih novih oblika potrošačke kulture.
Najoštriju kritiku avantgarde nasuprot kulturi matice društva dao je njujorški kritičar Harold Rosenberg, poznih 1960.- tih, u knjizi The Definition of Art: Action Art to Pop to Earthworks (New York: Horizon Press, 1972.)
Nastojeći zadržati balans između istraživanja Renata Poggiolia i tvrdnji Clementa Greenberga, Rosenberg sugerira da je od sredine 1960-ih nadalje progresivna kultura prestala biti samo oglašivačka i reklamerska. Od tog vremena ona je začinjena duhom avangarde, s jedne strane i željom za promjenom masovne kulture na drugoj strani. Ove dvije silnice djeluju interaktivno jedna na drugu pod različitim kutovima. Tako je kultura profesija čiji je jedan od aspekata glumiti kako je to već zastarjelo.

## Avangarda i marksizam
Avangarda u marksističkoj teoriji ima značajno mjesto. Po marksističkom političkom shvaćanju, avangarda (komunistička partija) je onaj dio radničke klase koji ima najveću svijest o potrebi izgradnje novog socijalističkog društva kao prijelazne međufaze do potpunog besklasnog komunističkog društva.
To pak znači da avangarda ne bi smjela imati nikakvih vlastitih interesa.
Teoretski to znači, da se avangarda mora odhrvati dogmatizmu, jer jedini kriterij uspješnosti njezina rada je društvena praksa. 
U jugoslavenskom socijalističkom samoupravnom sustavu je uloga avangarde bila upravljavljanje državom i cjelokupnih gospodarstvom tako, da se radnička klasa sama konstituira kao država, to jest kao društvo neposrednih proizvođača. Na taj način je avangarda bila teorijski idejno-politička delegacija radničke klase a ne njezino predstavništvo (reprezentacija). 

## Karakteristike avangarde
Početkom Prvoga svjetskog rata javljaju se i nove teme kod umjetnika koje izazivaju osjećaje straha, izgubljenosti, razočaranosti i to se jako dobro očituje u djelima avangarde. Karakteristično je negiranje tradicije, težnja za eksperimentom, ispituju se novi principi pisanja, zamišljaju se nove tehnike, depersonalizacija (književnici ne pišu o sebi), defabularizacija ili destrukcija romana (nema klasične fabule, a ni romana), odbacuju se sva pravila spajanjem različitih vrsta u jednu. Cilj avangardnih književnika bio je izazivanje šoka, točnije šokirati publiku.

## Avangardni umjetnički pokreti
| - Apstraktni ekspresionizam - Angry Penguins - Ars subtilior - Art nouveau - Asemičko pisanje - Bauhaus - Cinéma pur - COBRA - Konceptualna umjetnost - Konstruktivizam - Kubizam - Cyberpunk - Dada - De Stijl - Dogme 95 - Drop Art - Elektronička glazba - Epski teatar - Ekspresionizam - Fovizam - Flarf - Fluxus - Free jazz - Futurizam - Impresionizam - Grupa Zemlja - EXAT 51. | - Incoherents - Industrial glazba - L=A=N=G=U=A=G=E - Letrizam - Lirska apstrakcija - Mail art - Minimalizam - Konkretna glazba - Neo-Dada - Neoizam - Neoterici - Neue Slowenische Kunst - Noise glazba - No Wave - Pop art - Post-rock - Postminimalizam - Primitivizam - Progresivni rock - Situacionistička internacionala - Socijalni realizam - Space music - Suprematizam - Nadrealizam - Simbolizam - Teatar brutalnosti - Zenitizam |

## Vanjske poveznice
- Kronologija likovne umjetnosti prve trećine 20. st.